# Aljoša Asanović
Aljoša Asanović, né le 14 décembre 1965 à Split en Croatie, est un footballeur international yougoslave et croate, devenu entraîneur. 
Il évolue au poste de milieu offensif du milieu des années 1980 au début des années 2000.

## Biographie
Dès l'âge de 11 ans, il signe une licence de footballeur dans sa ville natale, au Hajduk Split où il reste jusqu'en juin 1990. Il connaît toutes les sélections de jeunes et passe pro en 1984 tout en faisant des apparitions en équipes olympiques, espoirs et A (3 sélections). 
En 1988, le président Molinari du FC Metz lui fait signer un protocole d'accord avant son départ pour le service militaire. Il est élu meilleur joueur de Yougoslavie à la fin de la saison 89-90 (marquant 15 buts) à égalité avec le « Marseillais » Dragan Stojković. Il sait tout faire, jeu court ou long, dribbles, frappes au ras du poteau, le tout des 2 pieds (avec toutefois une préférence pour le gauche). Son talent et sa vision du jeu lui permettent de conquérir les cœurs des supporters, de ses partenaires et dirigeants. Capable d'influer directement sur le sort d'une partie, il y a bien longtemps qu'on avait pas vu un joueur d'une telle classe à Metz (à cette époque), d'un joueur de qualité reconnue internationalement[réf. souhaitée]. 
Arrivé par la petite porte à Metz et en France, il conquiert le public puis connaît divers clubs français et européens avant d'obtenir une 3e place lors de la Coupe du monde 1998 en France avec l'équipe surprise du tournoi, la Croatie. Il termine sa carrière de joueur en 2002 avec son club formateur.
Par la suite, il devient à son tour entraîneur. En 2006, il est l’adjoint de Slaven Bilić à la tête de l’équipe nationale de Croatie. Il suit son compatriote au Lokomotiv Moscou.

## Palmarès

### En club
- Champion de Croatie en 1995 avec Hajduk Split
- Vainqueur de la Coupe de Yougoslavie en 1987 avec Hajduk Split
- Vainqueur de la Coupe de Croatie en 1995 avec Hajduk Split
- Finaliste de la Coupe de Yougoslavie en 1990 avec Hajduk Split
- Finaliste de la Coupe de France de football en 1994 avec le Montpellier Hérault Sport Club
- Finaliste de la Coupe de Grèce en 1999 avec le Panathinaïkos Athènes

### EnÉquipe de Yougoslavie
- 3 sélections entre 1987 et 1988[3]

### EnÉquipe de Croatie
- 62 sélections et 3 buts entre 1990 et 2000
- Participation au Championnat d'Europe des Nations en 1996 (1/4 de finaliste)
- Participation à la Coupe du Monde en 1998 (3e)